# Изгой (рассказ)
«Изгой» (англ. The Outsider) — рассказ американского писателя Говарда Филлипса Лавкрафта, написанный с марта по август 1921 года. Впервые был опубликован в журнале «Weird Tales» в апреле 1926 года. «Изгой» — одно из наиболее часто переиздаваемых произведений Лавкрафта, а также одна из самых популярных историй, когда-либо опубликованных в журнале «Weird Tales». Рассказ описывает ощущение потустороннего и сочетает темы одиночества, бесчеловечности и загробной жизни.

## Сюжет
Повествование происходит от первого лица таинственного героя, который описывает свою одинокую жизнь в старинном замке. Память героя сильно расплывчата, он не помнит ничего о себе, включая то,  откуда он и когда появился на свет. Он не ощущает течения времени и забыл, когда слышал голос другого человека, не знает ни одного живого существа, кроме бесшумных крыс, нетопырей, и пауков.
Герой описывает окружение полуразрушенного замка, где нет света и стоит жуткий запах тлена. Замок окружают жуткие деревья Сумрачной рощи (англ. Twilight groves). Одна лишь черная башня (англ. Black tower) уходит ввысь, в неизвестное Внешнее небо (англ. Unknown outer sky). Герой прогуливается через гнилостный ров (англ. Putrid moat) и читает обветшалые книги, что украшают стены замка. Из книг он черпает все знания об окружающем мире. Кости и черепа в склепах кажутся ему более реальными, чем живые существа. Однако, он часто представлял себя в гуще веселых толп, в Солнечном мире (англ. Sunny world), что лежит за «бесконечным лесом». Но стоит пройти вглубь леса, как вокруг сгущаются Бесконечные сумерки (англ. Endless twilights) и тогда он бежит обратно.

Герой решает освободиться из своего похожего на тюрьму дома. Он начинает взбираться по ступеням черной башни, которая может стать его единственной надеждой на спасение. Ступени закончились и дальше он поднимается, цепляясь за уступы на отвесной стене. На самой вершине он нащупывает окно и попадает в комнату под сводом крыши. В комнате герой нащупывает в потолке плиту люка, которую он толкает и поднимается наверх. Удивительно, но вместо крыши на высоте он оказывается в комнате с мраморными стенами, на уровне земли. Впервые в жизни он видит Луну, которая приводит его в восхищение. Преодолевая эмоции, которые он испытывает и созерцая то, о чем до сих пор он только читал, герой изучает сельскую местность, в которой он оказался. Кладбище и церковь кажутся ему пугающе знакомыми. Следуя интуиции он находит путь к замку, поросшему плющом, что подозрительно похож на его собственный, но только несколько башен исчезли и появилось новое крыло. Внутри люди гуляют на светском вечере. Стремясь испытать первый человеческий контакт, он пролезает в окно зала. Люди внутри кричат и бегут в панике. Многие слепо спотыкаются, закрыв глаза руками. Герой боится того, что должно быть скрывается в замке. Стремясь найти объяснение происходящему он бродит по комнатам, пока не находит золотую арку, в которой он сталкивается с монстром:   
Это была смесь всего самого жуткого, нечестивого и отвратительного. Это был демонический призрак древности и разложения; гнилостный капающий Эйдолон нездорового разоблачения, обнажившийся ужас, что милосердная земля всегда должна скрывать. Видит Бог, он был не от мира сего — или уже не от мира сего, — но, к моему ужасу, я увидел в его изъеденных, обнажающих костях очертаниях отвратительную пародию на человеческий облик; и в его заплесневелом, разлагающемся одеянии было нечто невыразимое, от чего меня пробрало еще больше.  
Герой касается монстра и в ужасе бежит обратно в свой замок. Он безуспешно пытается сдвинуть люк и понимает, что не сможет вернуться в старый мир. Он вспомнил что с ним произошло и чей это был замок. Теперь ему остается лишь летать на зловещих гулях (англ. Fiendish Ghouls) при ночном ветре или играть в катакомбах Нефен-Ка в потаенной долине Хадата у берегов Нила — и таким образом наслаждаться чем-то, что можно считать общественной жизнью. Теперь его место у каменных надгробий Неб и на безмолвных праздниках Нитокрис под Великой Пирамидой. Он вновь пытается забыть прошлое и лишь «Непентэ» дарует ему забвение. Он навсегда стал Изгоем, после того, как протянул пальцы к монстру за золотой аркой, но не почувствовал ничего, кроме поверхности зеркала.

## Вдохновение
Лавкрафт писал о рассказе «Изгой», что он «представляет буквально бессознательную имитацию наивысшего мастерства Эдгара По».
В рассказе «Береника» экспозиция схоже описывает одиночество, в котором и было спасение для героя. Герой пришел к людям не осознавая себя монстром, но был отвергнут и растерял причины держаться за жизнь. Развязка рассказа «Маска красной смерти» описывает похожее разоблачение героя.
Идея «стать другим» параллельна тому, что происходит в этом рассказе. Интенсивность процесса усиливается, потому как читатель узнает о перемене сущности человека вместе с рассказчиком. Роман «Франкенштейн» (1818) Мэри Шелли демонстрирует как монстр пугает людей и вызывает у них шок, когда входит в коттедж: «Я едва положил ногу в дверь, прежде чем дети взвизгнули, а одна из женщин потеряла сознание». Позже монстр заглядывает в лужу и впервые видит свое отражение в воде.
Возможно, эта история была частично вдохновлена рассказом «Фрагменты из журнала одиночного человека» Натаниэля Готорна, в котором мужчина в погребальном наряде идет по улице Бродвея и осознает шокированную реакцию прохожих, только когда видит свое отражение в витрине магазина.
Колин Уилсон в книге «Сила сна» (1961) указывает на рассказ Оскара Уайльда «День рождения инфанты», в котором деформированный карлик с ужасом видит свое отражение в первый раз.
Некоторые поклонники творчества Лавкрафта предполагают, что «Изгой» представляет автобиографию самого Лавкрафта, который таким оригинальным способом проникает в природу потустороннего. Лавкрафт мог говорить о своей собственной жизни, когда писал: «Я всегда знал, что я посторонний человек и незнакомец в этом столетии». Но «Энциклопедия Лавкрафта» считает подобный анализ преувеличением и предполагает, что часть истории «возможно, свидетельствует о самооценке Лавкрафта, особенно в образе того, кто всегда считал себя уродливым, и чья мать хотя бы однажды говорила об отвратительном лице своего сына». 24 мая 1921 года умерла Сьюзи Лавкрафт, из-за осложнений после операции. Лавкрафт писал в письме, что пребывает в состоянии глубокой печали и выразил желание, чтобы «его жизнь могла закончиться».
В рассказе упоминаются названия из мифологии Древнего Египта. Потаенная долина Хадат (англ. Unknown valley of Hadoth) у берегов Нила — похоже на гору Кадат из рассказа «Иные Боги». Катакомбы Нефен-Ка (англ. Сatacombs of Nephren-Ka) и праздник Нитокрис под Великой Пирамидой (англ. Great Pyramid of Nitokris) позже упоминаются в рассказах: «Обитающий во Тьме» и «Погребённый с фараонами». Имя Неб (англ. Neb) более не встречается в произведениях Лавкрафта, но в поздних произведениях появится божества Наг и Йеб. «Непентэ» (англ. Nepenthe) является египетским зельем от тоски.
Лавкрафт начинал свое творчество с описания мифических существ, но начиная с этого рассказа начал описывать нежить.

## Анализ
Историк ужасов Лес Дэниэлс описал «Изгой» как «возможно, лучшую работу автора». Джоанна Расс назвала «Изгой» одним из лучших рассказов Лавкрафта, описав его «поэтическая меланхолия». Хотя, некоторые критики могут утверждать, что «Изгой» — это чистого вида ужас, где значительную роль играют преимущественно готические темы, включая одиночество, бесчеловечность и загробную жизнь, которые поднимают рассказ на более глубокий, психологический уровень.

### Одиночество
Герой постоянно пребывает в состоянии одиночества. В начале рассказа выясняется, что он много лет жил в замке и не может вспомнить никого, кроме себя. Он также не может вспомнить присутствие чего-либо живого, кроме «бесшумных крыс, летучих мышей и пауков», которые его окружают. Он лишь в книгах видел изображения живых существ. Он никогда не слышал голоса другого человека и никогда не говорил вслух. Его единственным способом контактировать с внешним миром является чтение книг, оставленных кем-то в замке.
Встретив тех, в ком было человеческое, герой стал еще более одиноким, чем раньше. Он пришел, чтобы познать человеческую жизнь и был немедленно отвергнут из-за своей внешности. Он стал изгоем в обществе, которое так стремился познать — что заставляет его продолжать жить отшельником. Однако на этот раз все стало гораздо хуже, поскольку что то, что он потерял, больше не было расплывчатой мечтой из книг, а стало осязаемой вещью, которую он ощутил прикосновением руки. Он чудовище.

### Бесчеловечность
Бесчеловечность в готической беллетристике относится к «готическому телу» или к сущности, которая является человеком лишь рудиментарным образом и, возможно, находится в процессе превращения в нечто чудовищное, например, в вампира, оборотня, гуля. Герой предстает в виде мертвеца. Келли Херли писала, что «нечеловеческое существо в рассказе морально не совсем человек, потому что его характеризует морфическая изменчивость и он постоянно находящийся в опасности стать не-собой, а чем-то другим».
Идея «стать другими» соответствует тому, что происходит в этом рассказе. Интенсивность процесса возрастает, потому что читатель узнает про его превращение из человеческого в нечеловеческое существо одновременно с рассказчиком, который сам изучает его.
Лавкрафт часто описывает воскрешение мертвеца при помощи некромантии.

### Загробная жизнь
Лавкрафт представляет свой взгляд на жизнь после смерти, при этом, повествование идет от первого лица умершего. Герой представлен как фантом, наделённым особыми силами. Проклятье связывало его род с замком, чей образ из прошлого появляется в Призрачном мире — это говорит о природе проклятий в произведениях Лавкрафта. В мифологии Европы описано, что души колдунов после смерти могут перевоплотиться в ползучих тварей, которые восстанут вновь, если провести ритуал воскрешения — об этом говорится в рассказе «Праздник». Герой описывает сам себя как «Капающий Эйдолон», — это двойник из Иного мира в древнегреческой мифологии. В мифологии Древнего Египта описан Загробный мир (Дуат), куда попадают души умерших, где они могут встретить двойников (Ба) из мира живых. Египтяне проводили ритуалы по заклинанию потомков, чтобы упокоить дух умершего либо воскресить его в теле живого человека. Черная башня связывает Загробный мир с миром живых — что похоже на модель мира из мифологии.

## Герой

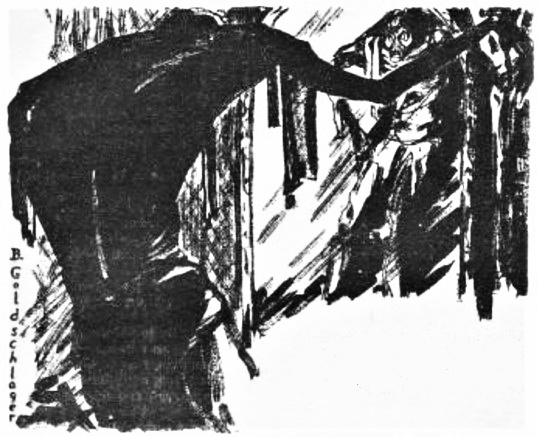
Иллюстрация в «Weird Tales» за апрель 1926 года. Художница Белль Гольдшлагер

Одинокий юноша, отчаявшийся, отвергнутый и сдавшийся, живет в загробном мире. Личность героя остается неизвестной. Лавкрафт оставляет несколько намеков на личность героя в других произведениях:
По первой версии герой является предком Антуана де К. из рассказа «Алхимик» (1917), где похоже описан замок: полуразрушенная башня, заброшенное крыло, тюрьма и люк в полу. Антуан жил в XIX веке в обедневшем замке, тогда как достроенное крыло считалось к тому моменту заброшенным уже 400 лет (XV-XVI век). Генрих де К. построил замок с четырьмя башнями в XIII веке, когда он процветал. Все последующие потомки были убиты колдуном Карлом. В родовой книге упоминается Арман и еще один Антуан. Герой из рассказа «Изгой» узнает замок без башен, но не достроенное крыло. Появление мертвеца могло стать причиной, по которой именно крыло стало заброшенным, а не весь замок.
По второй версии герой является Джервасом Дадли из рассказа «Склеп» (1917). Дадли говорил с умершими и роковой миг заявил: «Я потребую у смерти свое, пусть даже душа моя будет через века искать спасения, дабы вновь одеться плотью и обрести приют на пустующей мраморной плите в нише склепа». Герой рассказа «Изгой» воскрес в склепе недалеко от замка. Возможно, Дадли стал жертвой заклинания, что помогло его предку воскреснуть в его теле — Джеффри Хайду.
По третьей версии герой является Ричардом Пикманом из рассказа «Модель для Пикмана» (1926), который изображал на картинах собакоподобных тварей в Бостоне. В рассказе похожими словами описана галерея Пикмана, к которой достроили крыло.

## «Страна Лавкрафта»
Лавкрафт использует в описании замка элементы готического окружения:           
Замок бесконечно древний и ужасный, в нем были бесчисленные мрачные галереи, высокие потолки, затянутые мраком и паутиной, камни полуразрушенных коридоров, покрытые мерзкой сыростью, и этот проклятый запах, будто, дотлевает погребальный костер ушедших поколений. Сюда никогда не проникает свет, и я привык зажигать свечу и любоваться пламенем, ведь, солнца нет и снаружи, — кошмарные деревья, поднявшиеся выше башен, заслоняют его. Одна лишь черная башня вздымается над лесом, уходя вершиной в неизвестность распахнутого неба. Кости и скелеты наполняют склепы глубоко под землей, среди глыб фундамента. Замок окружал ров с гниющей водой.           
Лавкрафт описывает замки в произведениях. В рассказе «Крысы в стенах» описан замок Эксхем Праери, где скрыт древний культ. В рассказе «Селефаис» описан мертвенный город и руины древнего замка в Стране снов. В повести «Сомнамбулический поиск неведомого Кадата» описан невероятно древний замок на вершине горы Кадат в Стране снов. В рассказе «Потомок» описан Замок Нортем, что построен на скале, где находятся «Потусторонние тоннели».

## Связи с другими произведениями
В рассказе «Алхимик» описан похожий замок.
В рассказе «Склеп» описана призрачная вечеринка.
В рассказе «Праздник» описан Загробный мир, а также проходы в скале Кингспорта, ведущие в Загробный мир.
В рассказе «Пес» некромант и гуль наслал проклятие на потревоживших его.
В рассказе «Модель для Пикмана» описана Потусторонняя галерея художника Пикмана, где он выставлял картины собакоподобных существ из Загробного мира.
В повести «Сомнамбулический поиск неведомого Кадата» описаны гули в Стране снов.